# 뷰즈 인 아이
뷰즈 인 아이는 대한민국의 가수다. 2017년 싱글 《Dance with me》로 데뷔했다.

## 방송
- 수퍼비의 랩 학원 (2019) - 1차 예선 탈락
- 쇼미더머니 10 (2021) - Top132